# Добжен Мали
Мали Добжен (на полски: Dobrzeń Mały) е село в южна Полша, Ополско войводство, Ополски окръг, община Велки Добжен. Според Полската статистическа служба към 31 декември 2009 г. има 751 жители.

## Местоположение
Селото се намира в географския макрорегион Силезка равнина, който е част от Централноевропейската равнина, над Одра. Разположено е край републикански път 454, на 3 km южнозточно от общинския център Велки Добжен.